# Falcão (cantor)
Marcondes Falcão Maia (Pereiro, 16 de setembro de 1957), mais conhecido pelo seu sobrenome Falcão, é um arquiteto, apresentador de televisão, ator, cantor, compositor, humorista e músico brasileiro notado pelo estilo irreverente e cômico. Tem dez discos gravados, com sucesso nas canções I'm Not Dog No, Black People Car, Holiday Foi Muito e I Love You Tonight.

## Biografia
Falcão nasceu em Pereiro, no interior do estado do Ceará, onde morou até os 12 anos em uma casa simples e sem eletricidade. Por influência do pai, o farmacêutico da cidade e "o único lá em Pereiro que tinha uma radiola, com uma coleção grande de discos, de gosto muito eclético", escuta música italiana e cantores como Waldick Soriano, Núbia Lafayete, Nelson Gonçalves, e Orlando Silva. Ocasionalmente também captava através de rádios cariocas como Rádio Globo, Nacional, e Tupi as músicas dos Beatles e da Jovem Guarda. Em 1970 muda-se de vez para Fortaleza para frequentar a escola no colégio Júlia Jorge, na Parquelândia. Aprende o violão junto com os irmãos, e conhece seu futuro parceiro musical Tarcísio Matos.
Por gostar de desenhar, opta pela área de arquitetura. Após se formar técnico em edificações na Escola Técnica Federal do Ceará em 1978, Falcão começa a trabalhar como desenhista enquanto tentava o vestibular da Universidade Federal do Ceará, na qual ingressou no curso de Arquitetura depois de cinco tentativas em 1982. Ao mesmo tempo, investia na carreira artística. Em 1980 funda, juntamente com Flávio Paiva, Matos, Eugênia Nogueira e outros estudantes de comunicação social, a publicação Um Jornal Sem Regras, cujos integrantes também formaram um grupo musical, o Bufo-Bufo. As composições eram irreverentes mas com consciência política, já que Matos e Paiva queriam fazer uma coisa mais séria pendendo para MPB, mas Falcão mudava as letras para ficarem mais cômicas. Formou-se em Arquitetura em 1988 e abriu um escritório com colegas no qual trabalhou por três anos, até resolver focar mesmo na música.

## Carreira

### Início
Em outubro de 1988, faz sua primeira incursão musical: Matos trabalhava no Banco do Brasil e junto com Falcão se inscreve no Festival da Canção Bancária, realizado no BNB Clube. Em contraste às canções sérias do festival, apresentam o bolero brega escrachado "Canto Bregoriano II", com letras sobre igreja e acompanhamento de coral, e Falcão usando a vestimenta colorida que se tornou sua marca registrada. O público aplaude, mas a apresentação recebe zero de todos os jurados. No Natal do mesmo ano faz seu primeiro show solo, no bar Pirata em Fortaleza. Em seguida fazia shows aos fins de semana, sendo inclusive tachado como comediante por à época surgirem muitos humoristas do Ceará como Tom Cavalcante. Com muitos pedidos para gravar um disco, faz o álbum, Bonito, lindo e joiado, foi lançado de forma independente em 1990.

### O Canto 'Bregoriano'

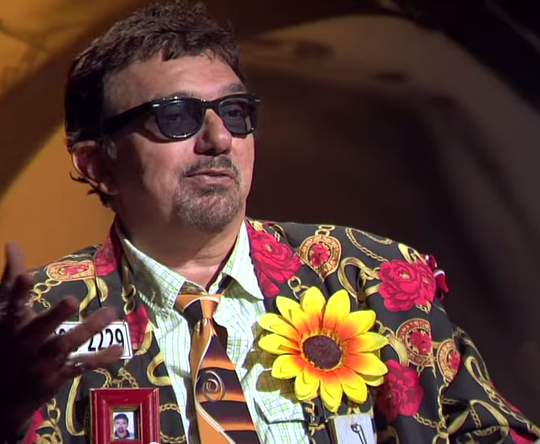
Falcão em março de 2015

O disco tinha "Canto Bregoriano", que já era um sucesso regional, e I'm Not Dog No, versão traduzida para o inglês da música Eu Não Sou Cachorro, Não, de Waldick Soriano, "para que as rádios brasileiras dessem atenção à nossa música" já que a ascensão da rádio FM fez a maior parte das estações tocarem só música estrangeira. Beto Barbosa leva Bonito, lindo e Joiado para a Continental, que relança o disco em 1991. Ao mesmo tempo, a cobertura do Aqui Agora de uma inauguração em Juazeiro do Norte na qual Falcão se apresentou – já que o governador recém-empossado Ciro Gomes era seu fã – leva a emissora paulistana de TV a convidar o cantor para entrevistas.

### Sucesso com "I am Not Dog No" e "O dinheiro não é tudo, mas é 100%''
Por influência de Raimundo Fagner, que conseguiu uma gravação em fita cassete de um show de Falcão, chamou a atenção da gravadora BMG. Enquanto "I am Not Dog No" virava seu primeiro sucesso de abrangência nacional, gravou pela BMG o disco O dinheiro não é tudo, mas é 100% em 1994. Repetindo a fórmula, o disco tinha a música "Black People Car", traduzindo a letra de outro sucesso brega, "Fuscão Preto", de Almir Rogério. Seu álbum seguinte, A Besteira é a Base da Sabedoria (1995) se tornou o mais vendido da carreira de Falcão com 240 mil cópias, alçado pelo sucesso "Hollyday Foi Muito". Ficou na BMG até 1998, gravando mais dois discos para o selo. Também comandou um programa televisivo, Falcão na Contramão, exibido na Rede Bandeirantes em 1998.

### Outros discos
Seu próximo disco, lançado pela Abril Music, foi 500 anos de chifre (1999), com músicas sobre cornos. No ano 2000 lança pela SomZoom, uma gravadora cearense especializada em forró, o disco Do penico à bomba atômica. Em 2001, lança um livro com frases de efeito chamado Leruiate - Dog's Au-Au It's Not Nhac-Nhac ("Leruiate" é gíria nordestina para conversa, e o subtítulo é uma tradução canhestra para "cão que late não morde"), após um editor cearense que achava que ele tinha "um certo estilo literário" e pediu um livro "mostrando sua filosofia", com frases registradas em entrevistas, conversas e os próprios encartes dos discos. Em 2006, seu disco What Porra Is This?, lançado pela gravadora NC Music, marca o primeiro em que a banda de apoio de Falcão, chamada Diarreia, acompanha-o na gravação.
Em 1 de outubro de 2009, Falcão cantou junto à banda Massacration no VMB, eles tocaram a canção "The Mummy", o primeiro single do novo álbum do Massacration, o Good Blood Headbangers, que foi lançado em dezembro de 2009 pela EMI. Um clipe para a música também foi gravado e apresentado no programa Hermes e Renato na MTV Brasil, sendo muito visitado no Youtube. Em 12 de dezembro de 2011 estreou nos cinemas Um Assalto De Fé, filme de comédia no qual interpreta um pastor. No filme um grupo de amigos tentam assaltar os dizimistas e ofertantes de uma igreja de seu bairro.

### TV Ceará
Em um retorno para a televisão, em 2012 Falcão estreou um talk show, Leruaite, na TV Ceará. Ele é o apresentador e a cada programa convida uma personalidade diferente. Falcão entrevistou nomes como Raimundo Fagner e o Ex-Governador Ciro Gomes. O programa também é composto por uma banda, chamada Num Tô Nem Vendo, formada por músicos com deficiência visual. No mesmo ano, foi considerado um dos 30 cearenses mais influentes do ano, de acordo com uma enquete realizada pela revista Fale!

### Cine Holliúdy
Em 2013, Falcão gravou sua participação no longa-metragem Cine Holliúdy que conta a história de Francisgleydisson, um cearense que quer montar um cinema em sua cidade. Em sua participação, Falcão interpretou o cego Isaías, um cego que ia "ver" o filme no cinema.

### Shaolin do Sertão
Entre novembro de 2015 e janeiro de 2016 foi gravado o filme Shaolin do Sertão que mostra uma história passada na década de 1980, onde os lutadores de vale-tudo passam por dificuldades devido à falta de lutas profissionais. Para manter a paixão pela luta, eles desafiam os valentões no interior do Ceará que aceitam participar da competição criada. Falcão interpreta o Mestre Wilchon. A estreia do filme está prevista para novembro de 2016.

### "Sucessão de Sucessos que se Sucedem Sucessivamente Sem Cessar"
Em 2014, Falcão volta a gravar um disco de músicas inéditas com Sucessão de Sucessos que se Sucedem Sucessivamente Sem Cessar, que tem sucessos como "Você é a letra X da palavra Love". Quando lançou o CD no talk show The Noite com Danilo Gentili, no dia 4 de setembro, o programa ficou isolado na liderança. No mesmo dia, lançou o clipe da música "O Motivo é a Causa Principal", onde ele participa do clipe também com Danilo Gentili.

### TV Diário
No dia 4 de agosto de 2015, o cantor assinou com a TV Diário, fazendo que o programa Leruaite deixe a TV Ceará. A nova etapa do Leruaite foi exibido pela TV Diário no dia 18 de agosto, às 10 e meia da noite. O então diretor responsável pela programação do Sistema Verdes Mares, Edilmar Norões, disse que esperava resultados positivos para o novo programa.

## Estilo

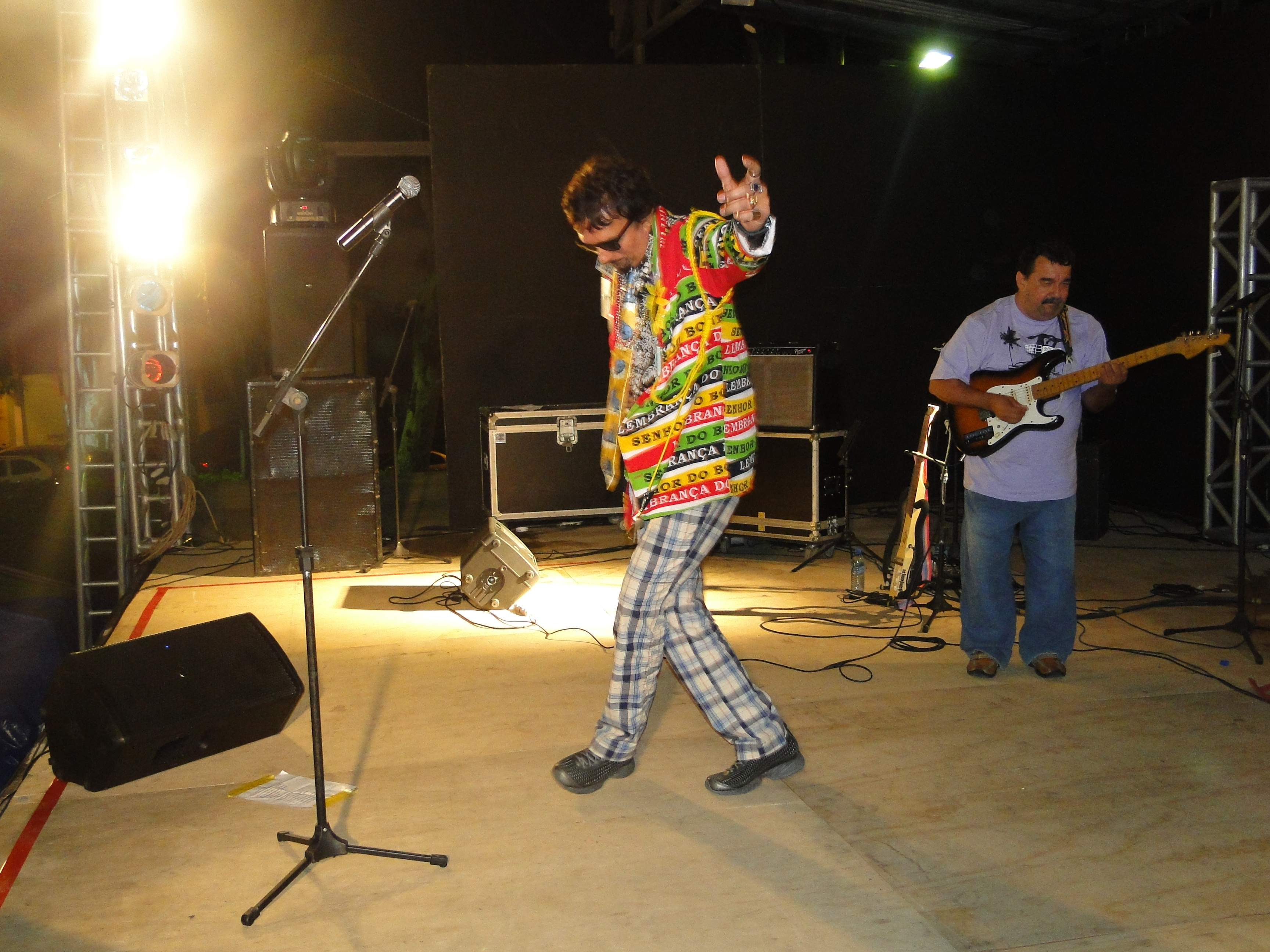
Falcão se apresentando no Festival União da Ibiapaba, em 2011

Falcão diz que tinha alguns ídolos como os brasileiros Raul Seixas, Zé Ramalho e Belchior, e os americanos Bob Dylan e Frank Zappa, com "música mais letral do que musical", especialmente por falta de conhecimento musical – Falcão diz que "só sei tocar violão de ouvir". Ao perceber que não tinha a voz e talento para seguir seus ídolos a fundo, decide que só se destacaria usando sua personalidade irreverente. Assim faz algo puxando para o brega, "porque o brega é aquela história do povo brasileiro, das nossas raízes bem populares". O cantor disse que "Embora eu não seja muito romântico, sempre gostei dos bregas. Me apropriei disso porque percebi que era uma música fácil e, como eu não era músico, não podia fazer nada muito elaborado."
Suas roupas sempre são coloridas, com paletós quadriculados e camisas com estampas florais, além de sua marca registrada, um girassol preso em seu paletó — antes era uma flor simples, mas depois de uma fã atirar um girassol no palco Falcão decidiu colocar na lapela. Antes Falcão possuía peças mais sóbrias compradas em brechós, mas acabou decidindo criar roupas mais exageradas com a ajuda da mãe e da esposa.

## Vida pessoal
Falcão é casado atualmente com Lilian Huertas, que colabora no design de suas roupas e também empresaria o próprio cantor. É pai de Pedro, também músico e compositor das bandas Galhofa e Intrusivos, fruto de uma relação anterior.

## Discografia
- 1992 - Bonito, Lindo e Joiado
- 1994 - O Dinheiro não É Tudo, mas É 100%
- 1995 - A Besteira É a Base da Sabedoria
- 1996 - A Um Passo da MPB
- 1997 - Quanto Pior, Melhor
- 1999 - 500 Anos de Chifre
- 2000 - Do Penico à Bomba Atômica
- 2006 - What Porra Is This?
- 2014 - Sucessão de Sucessos Que Se Sucedem Sucessivamente Sem Cessar
- 2016 - Do Pinico à Bomba Atômica

### Coletâneas
- 1997 - O Melhor de Falcão
- 2005 - Maxximum: Falcão

### Singles
- 2017 - Ô Povo Fêi!
- 2020 - A Humanidade dos Animais
- 2020 - Honrando a Caneta
- 2020 - Aí Dentro, Corona!
- 2020 - Você Está Certo, Quem Tá Errado É o Papa
- 2020 - Vai dar Certo

## Filmografia

### Cinema
| Ano  | Título                             | Papel            |
| ---- | ---------------------------------- | ---------------- |
| 2013 | Cine Holliúdy                      | Cego Isaías      |
| 2016 | O Shaolin do Sertão                | Mestre Wilson    |
| 2019 | Cine Holliúdy 2: A Chibata Sideral | Cego Isaías      |
| 2019 | O Amor Dá Trabalho                 | Odin             |
| 2018 | O Candidato Honesto 2              | Palhaço Pororoca |
| 2021 | Cabras da Peste                    | Zeca Brito       |
| 2022 | Bem-vinda a Quixeramobim           | Seu Aurenizo     |

### Televisão
Como apresentador
| Ano                           | Título              | Emissora          |
| ----------------------------- | ------------------- | ----------------- |
| 1998 - 1999                   | Falcão na Contramão | Rede Bandeirantes |
| 2012 - 2015 - 2018 - presente | Leruaite            | TV Ceará          |
| 2015 - 2017                   | Leruaite            | TV Diário         |

Como ator
| Ano  | Título                                           | Papel       | Emissora  |
| ---- | ------------------------------------------------ | ----------- | --------- |
| 2018 | Dra. Darci                                       | Caveirão    | Multishow |
| 2019 | Os Roni                                          | Braguinha   | Multishow |
| 2019 | Cine Holliúdy                                    | Cego Isaías | TV Globo  |
| 2022 | 200 Anos de Independência - Ainda Tem Pendência? | Ele mesmo   | TV Globo  |

Participações especiais
| Ano  | Título                        |
| ---- | ----------------------------- |
| 2001 | O Clone                       |
| 2009 | Hermes E Renato, Massacration |
| 2014 | The Noite com Danilo Gentili  |
| 2014 | Agora É Tarde                 |
| 2017 | A Praça É Nossa               |

### Internet
| Ano           | Título   | Cargo        | Plataforma |
| ------------- | -------- | ------------ | ---------- |
| 2011-presente | Falcão + | Apresentador | YouTube    |